# Cruriraja
Cruriraja és un gènere de peixos de la família dels raids i de l'ordre dels raïformes.

## Taxonomia
- Cruriraja andamanica (Lloyd, 1909)[2]
- Cruriraja atlantis (Bigelow & Schroeder, 1948)[3]
- Cruriraja cadenati (Bigelow & Schroeder, 1962)[4]
- Cruriraja durbanensis (Von Bonde & Swart, 1923)[5]
- Cruriraja parcomaculata (Von Bonde & Swart, 1923)[5]
- Cruriraja poeyi (Bigelow & Schroeder, 1948)[3]
- Cruriraja rugosa (Bigelow & Schroeder, 1958)[6]
- Cruriraja triangularis (Smith, 1964)[7][8][9][10][11][12]